# Slezská orlice

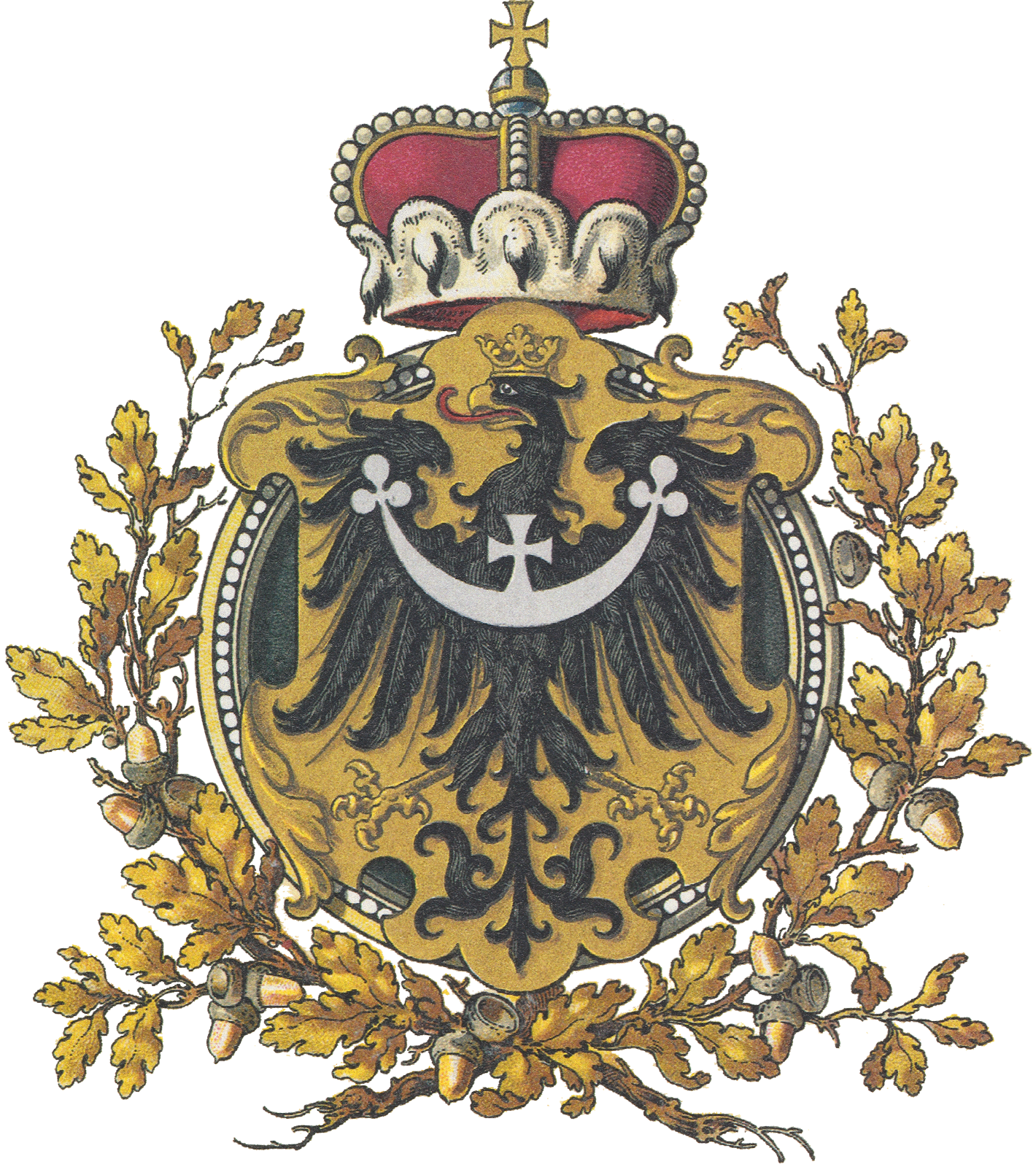
Slezská orlice podle H. Ströhla, XIX. stol.

Slezská orlice (pol. Orzeł śląski, něm. Schlesicher Adler) je zemský znak Slezska.

## Popis
Černá orlice (v české heraldice, v polské i německé mužského rodu) se stříbrným perisoniem na zlatém poli.

## Použití
Slezská orlice byla používána představiteli piastovské dynastie už od XIII. století, což dosvědčuje náhrobek knížete Jindřicha II. Pobožného (1197-1241) ve Vratislavi. Najdeme ji také ve znaku pruské provincie Slezsko (1815-1919) a j.
V současnosti se nachází např. ve velkém státním znaku ČR, ve velkém státním znaku Lichtenštejnska, ve znacích Moravskoslezského a Olomouckého kraje, Dolnoslezského vojvodství, několika okresů a měst.
V 1919 roce vzniklo také vyznamenání Schlesicher Adler, určené německým obráncům Slezska.

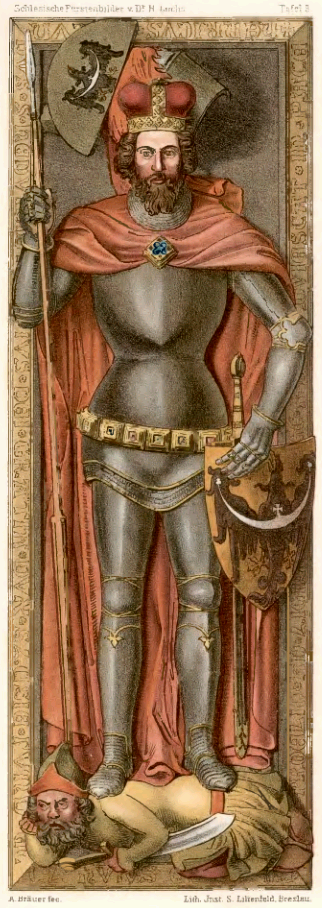
Náhrobek Jindřicha II. Pobožného ve Vratislavi

## Externí odkazy

Znak Českého Slezska